# Keith Christiansen
Pour les articles homonymes, voir Christiansen.
Keith Christiansen (né en 1947 à Seattle) est un historien de l'art américain, spécialiste de l'art italien.

## Carrière
Christiansen obtient son doctorat à Harvard en 1977. Il intègre immédiatement l'équipe du musée Metropolitan de New York sous la direction de John Pope-Hennessy, et y déroule ensuite l'ensemble de sa carrière jusqu'à devenir conservateur principal du département d'art européen en 2009. Il assure en parallèle des fonctions d'enseignement à l'université Columbia et à l'Institut des beaux-arts de l’université de New York.
Au cours de sa carrière, il organise de nombreuses expositions à retentissement international, publie quantité d'ouvrages sur l'histoire de l'art, notamment sur l'art italien de la Renaissance jusqu'au baroque ; et il participe activement à l'élargissement ainsi qu'au rayonnement du département d'art dont il a la charge,.